# БОВ-ВП
Борбено оклопно возило полиције М86 (познатије као БОВ М86 и БОВ-ВП) је оклопни аутомобил намењен заштити људства и објеката, транспорту и подршци пешадије, противтерористичкој борби као и другим војнополицијским задацима. Настао је као потреба појачавања арсенала тадашње ЈНА лаким оклопним аутомобилима точкашима. Због своје дуге експлоатације, релативно мале масе и поузданости често је виђан током сукоба на простору бивше Југославије. Користи се у војсци Србије, Хрватске, БиХ и Црне Горе.

## Конструкција
БОВ М86 је возило створено на телу челичне конструкције која штити посаду од стрељачког наоружања и шрапнела. Осим посаде коју чине два члана могуће је укрцати и 8 војника. Мотор Deutz F6L413F снаге 110 kW смештен је у задњем делу возила који, на спољном делу, има и метални степеник на који се могу укрцати 4 војника, за брзо искрцавање и подршку. Нека возила опремљена су и металном мрежом у предњем делу возила, за сузбијање нереда, при полицијским акцијама. Возило има укупно седам пушкарница, једну у предњем а по три на странама возила, кроз које се може дејствовати личним стрељачким наоружањем, за шта су постављени прорези за осматрање.
Осим основног митраљеза 7.62 mm М-86, борбеног комплета 8 кутија са по 250 метака, посада возила има на располагању и 6 бацача димних кутија са борбеним комплетом 12 кутија, као и 10 ручних бомби М75 „Кашикара“.

## Борбена употреба
БОВ има дугу борбену употребу на простору бивше Југославије. Коришћен је у већини сукоба на територији бивше Југославије како за подршку пешадије тако и уз оклопна возила, као додатно обезбеђење. Због свог релативно слабог оклопа био је лака мета противоклопним средствима. Масовно га је употребљавала ЈНА током отпочињања сукоба на простору Југославије. Током ратова примећене су и разне модификације, уградњом јачег митраљеза 12.7 mm као и куполе са возила БРДМ-2.

## Корисници

### Тренутни корисници
- Србија - 52
- Хрватска - 54
- БиХ - 14
- Црна Гора - 6

### Претходни корисници
- Југославија - 140+